# Mel Keefer
Mel Keefer, né le 2 juillet 1926 et mort le 11 février 2022, est un auteur de bande dessinée américain.

## Biographie
Après des études à la John Machamer School of Art en Californie, Mel Keefer, au cours des années 1950, réalise la bande dessinée de guerre Monty Hall, publié dans les comic books Monty Hall of the US Marines et With the Marines on the Battlefronts of the World publiés par Toby Press. Puis il travaille chez Charlton Comics sur d'autres comics de guerre et chez Dell Comics sur des westerns dont Dale Evans, Zorro et The Swamp Fox. Il s'occupe pendant quelque temps de la bande quotidienne Perry Mason (1950-1951), La Police est sur les dents (en) (1953) et comme nègre littéraire  sur Gene Autry (1954-1955) signé par Bert Laws. Au cours des années 1960, il dessine Thorne McBride (1963) et surtout le comic strip de golf Mac Divot de 1955 à 1973. Sous le nom d' Otto Graff, il réalise le strip médical Willis Barton, M.D. Il dessine les aventures de Bash Brannigan, dans le film How to murder your wife où Jack Lemmon incarne Stanley Ford, un auteur de bande dessinée marié contre son gré. Il illustre aussi entre 1978 et 1981 Rick O'Shay à la suite de Stan Lynde.

## Récompenses
- Prix Inkpot en 2007[3]